# Emil Engler

Emil Engler

Emil Engler (* 15. September 1895 in Bolkenhain; † nach 1945) war ein deutscher Politiker (NSDAP).

## Leben und Tätigkeit
Nach dem Besuch der Volksschule verdiente Engler seinen Lebensunterhalt als Kaufmann. Von 1914 bis 1918 nahm er mit der kaiserlichen Marine am Ersten Weltkrieg teil. Anschließend lebte er von 1919 bis 1933 als selbständiger Kaufmann in Lauban.
Zum 12. Juni 1925 trat er der NSDAP bei (Mitgliedsnummer 7.425).
Nach dem Machtantritt der Nationalsozialisten im Januar 1933 wurde er im April 1933 zum Mitglied des Magistrats von Bolkenhain ernannt. Daneben nahm er seit Oktober 1934 Aufgaben als Kreisleiter der NSDAP wahr. 
Bei der Reichstagswahl des Jahres 1936 erhielt Engler einen Sitz als Abgeordneter im (politisch machtlosen) nationalsozialistischen Reichstag. In diesem vertrat er knapp neun Jahre lang, vom 29. März 1936 bis zum Ende der NS-Herrschaft im Frühjahr 1945, den Wahlkreis 8 (Liegnitz).

## Ehe und Familie
Engler heiratete am 24. Mai 1920 in Straupitz/Kreis Hirschberg Erna Meta Emma, geb. Lochmann (* 22. Mai 1901 in Dresden; † 14. November 1978 in Schönebeck/Elbe)